# Quintanilla (Vegamián)
Quintanilla de Vegamián fue una localidad española perteneciente al municipio de Boñar, en la provincia de León, comunidad autónoma de Castilla y León. Desapareció bajo las aguas del embalse del Porma en 1968 además de los pueblos Armada, Campillo, Lodares, y Ferreras, que quedaron totalmente inundados y Utrero y Camposolillo, expropiados pero no sumergidos.

## Geografía física
Clima sano y buenas aguas potables. Se encontraban cercanas al pueblo dos elevadas peñas llamadas el Abesedo y el Castro.

### Ubicación
Estaba situado en el valle conocido como Ferreras. Limitaba con Rucayo, Vegamián, Ferreras y Tolibia de Arriba.

## Historia
siglo XIX
En el siglo XIX Pascual Madoz en su Diccionario Geográfico lo describe como lugar del Ayuntamiento de Vegamián, partido judicial de Riaño. Pertenecía a la diócesis de León; audiencia territorial y capitanía general de Valladolid. Tenía 10 casas y una iglesia parroquial consagrada a San Pedro Apóstol, aneja a Campillo. Sus caminos eran locales y carreteros. Recibía la correspondencia desde Vegamián. Producía, legumbres, hortalizas, lino, trigo, cebada, centeno y pastos; había cría de ganado y caza. Tenía un  molino harinero y comerciaban con la compra de ganado vacuno y lanar que vendían después en los mercados de Castilla.
siglo XX
En 1968 se inauguró el embalse del Porma cuyas aguas se destinaron a regadío además de asumir la función de regulación de aguas fluviales evitando las riadas. A consecuencia de la construcción del embalse desapareció el municipio de Vegamián y sus pueblos Armada, Campillo, Lodares, Quintanilla y Ferreras, inundados completamente y Utrero y Camposolillo, expropiados pero no sumergidos. Todos ellos aprobaron sus disoluciones durante el verano de 1967.
Vegamián quedó incorporado al municipio de Boñar, siete kilómetros aguas abajo del Río Porma, según el Decreto 970/1967, publicado en el Boletín Oficial del Estado número 111, de 10 de mayo de 1967.